# NXT UK TakeOver: Blackpool
NXT UK TakeOver: Blackpool è stata la prima edizione della serie NXT TakeOver, prodotta dalla WWE per il suo settore di sviluppo inglese, NXT UK, e trasmessa live sul WWE Network. L'evento si è svolto il 12 gennaio 2019 all'Empress Ballroom di Blackpool (Inghilterra).

## Antefatto
La serie di NXT TakeOver, riservata ai lottatori di NXT UK (settore di sviluppo della WWE), è iniziata il 12 gennaio 2019, con questo show che verrà trasmesso in diretta sul WWE Network. Tale evento è stato annunciato per la prima volta nella puntata di NXT UK del 24 novembre 2018 da Triple H. I Dark match sono contati nei tapings della successiva puntata di NXT UK.

## Risultati
| #  | Incontri                                                                              | Stipulazioni                                        | Durata |
| -- | ------------------------------------------------------------------------------------- | --------------------------------------------------- | ------ |
| UK | Ligero ha sconfitto Saxon Huxley                                                      | Single match                                        | 05:20  |
| UK | Fabian Aichner e Marcel Barthel hanno sconfitto Flash Morgan Webster e Mark Andrews   | Tag Team match                                      | 09:40  |
| UK | Jinny ha sconfitto Isla Dawn                                                          | Single match                                        | 06:40  |
| 1  | Grizzled Young Veterans hanno sconfitto Moustache Mountain (Trent Seven e Tyler Bate) | Tag Team match per l'NXT UK Tag Team Championship   | 23:45  |
| 2  | Finn Bálor ha sconfitto Jordan Devlin                                                 | Single match                                        | 11:45  |
| 3  | Dave Mastiff ha sconfitto Eddie Dennis                                                | No Disqualification match                           | 10:50  |
| 4  | Toni Storm ha sconfitto Rhea Ripley (c)                                               | Single match per l'NXT UK Women's Championship      | 14:50  |
| 5  | Pete Dunne (c) ha sconfitto Joe Coffey per sottomissione                              | Single match per il WWE United Kingdom Championship | 34:15  |

UK I Dark match sono stati mandati in onda nella puntata di NXT UK del 16 gennaio 2019.

### Struttura del torneo per l'assegnazione dell'NXT UK Tag Team Championship (2018–2019)
|  | Semifinali NXT UK (24 novembre 2018–25 novembre 2018) | Semifinali NXT UK (24 novembre 2018–25 novembre 2018) | Semifinali NXT UK (24 novembre 2018–25 novembre 2018) |                         |              | Finale NXT UK TakeOver: Blackpool (12 gennaio 2019) | Finale NXT UK TakeOver: Blackpool (12 gennaio 2019) | Finale NXT UK TakeOver: Blackpool (12 gennaio 2019) |  |
|  |                                                       |                                                       |                                                       |                         |              |                                                     |                                                     |                                                     |  |
|  | Moustache Mountain (Trent Seven e Tyler Bate)         | Moustache Mountain (Trent Seven e Tyler Bate)         | Schienamento                                          |                         |              |                                                     |                                                     |                                                     |  |
|  | Moustache Mountain (Trent Seven e Tyler Bate)         | Moustache Mountain (Trent Seven e Tyler Bate)         | Schienamento                                          |                         |              |                                                     |                                                     |                                                     |  |
|  | Gallus (Mark Coffey e Wolfgang)                       |                                                       |                                                       |                         |              |                                                     |                                                     |                                                     |  |
|  |                                                       | Moustache Mountain                                    | Moustache Mountain                                    | 23:45                   |              |                                                     |                                                     |                                                     |  |
|  |                                                       |                                                       |                                                       | 23:45                   |              |                                                     |                                                     |                                                     |  |
|  |                                                       |                                                       | Grizzled Young Veterans                               | Grizzled Young Veterans | Schienamento |                                                     |                                                     |                                                     |  |
|  | Flash Morgan Webster e Mark Andrews                   |                                                       | Grizzled Young Veterans                               | Grizzled Young Veterans | Schienamento |                                                     |                                                     |                                                     |  |
|  |                                                       |                                                       |                                                       |                         |              |                                                     |                                                     |                                                     |  |
|  | Grizzled Young Veterans                               | Grizzled Young Veterans                               | Schienamento                                          |                         |              |                                                     |                                                     |                                                     |  |

### Annotazioni
1. ↑  Bálor ha preso il posto di Travis Banks, infortunatosi poco prima dell'evento.

### Fonti
1. ↑   Sean Rueter, Triple H announces NXT UK TakeOver: Blackpool, su WWE. URL consultato il 24 novembre 2018.
2. ↑   Michael Burdick, Zack Gibson & James Drake def. Moustache Mountain to become the first-ever NXT UK Tag Team Champions, su WWE. URL consultato il 12 gennaio 2019.
3. ↑   Michael Burdick, Finn Bálor def. Jordan Devlin, su WWE. URL consultato il 12 gennaio 2019.
4. ↑   Michael Burdick, Dave Mastiff def. Eddie Dennis in a No Disqualification Match, su WWE. URL consultato il 12 gennaio 2019.
5. ↑   Michael Burdick, Toni Storm def. Rhea Ripley to become the new NXT UK Women’s Champion, su WWE. URL consultato il 12 gennaio 2019.
6. ↑   Michael Burdick, WWE United Kingdom Champion Pete Dunne def. Joe Coffey, su WWE. URL consultato il 12 gennaio 2019.